# Panupong Kingsang
Panupong Kingsang (thailändisch ภาณุพงษ์ กิ่งแสง; * 12. Februar 1993 in Ubon Ratchathani) ist ein thailändischer Fußballspieler.

## Karriere
Panupong Kingsang stand von 2015 bis 2017 beim Sisaket United FC unter Vertrag. Der Verein aus Sisaket spielte von 2015 bis 2016 in der dritten Liga, der damaligen Regional League Division 2. Mit dem Verein spielte er in der North/Eastern Region der Liga. Nach der Ligareform spielte Sisaket in der Saison 2017 in der vierten Liga. Hier trat man ebenfalls in der North/Eastern Region an. Am Ende der Saison feierte er mit Sisaket die Meisterschaft der Region. In den Aufstiegsspielen zur neugeschaffenen dritten Liga konnte man sich jedoch nicht durchsetzen. Im Januar 2018 unterschrieb er beim ebenfalls in Sisaket beheimateten Zweitligisten Sisaket FC. Hier stand er bis Mitte 2019 unter Vertrag. Für Sisaket kam er in der zweiten Liga nicht zum Einsatz. Der Ubon UMT United, ebenfalls ein Zweitligist, nahm ihn im Juli 2019 für den Rest der Saison unter Vertrag. Für den Verein aus Ubon Ratchathani bestritt er 14 Zweitligaspiele. Am Ende der Saison musste er mit Ubon den Weg in die Drittklassigkeit antreten. Das Jahr 2020 stand er beim Zweitligisten Ayutthaya United FC unter Vertrag. Nachdem er hier nicht zum Einsatz gekommen war, wechselte er im Januar 2021 wieder in die dritte Liga. Hier schloss er sich dem in der North/Eastern Region spielenden Ubon Kruanapat FC an. Im Sommer 2023 wurde sein Vertrag in Ubon nicht verlängert.

## Erfolge
Sisaket United FC
- Thai League 4 – North/East: 2017